# Talparia cinerea
Talparia cinerea är en snäckart som först beskrevs av Gmelin 1791.  Talparia cinerea ingår i släktet Talparia och familjen Cypraeidae. Inga underarter finns listade i Catalogue of Life.